# بساط أراك

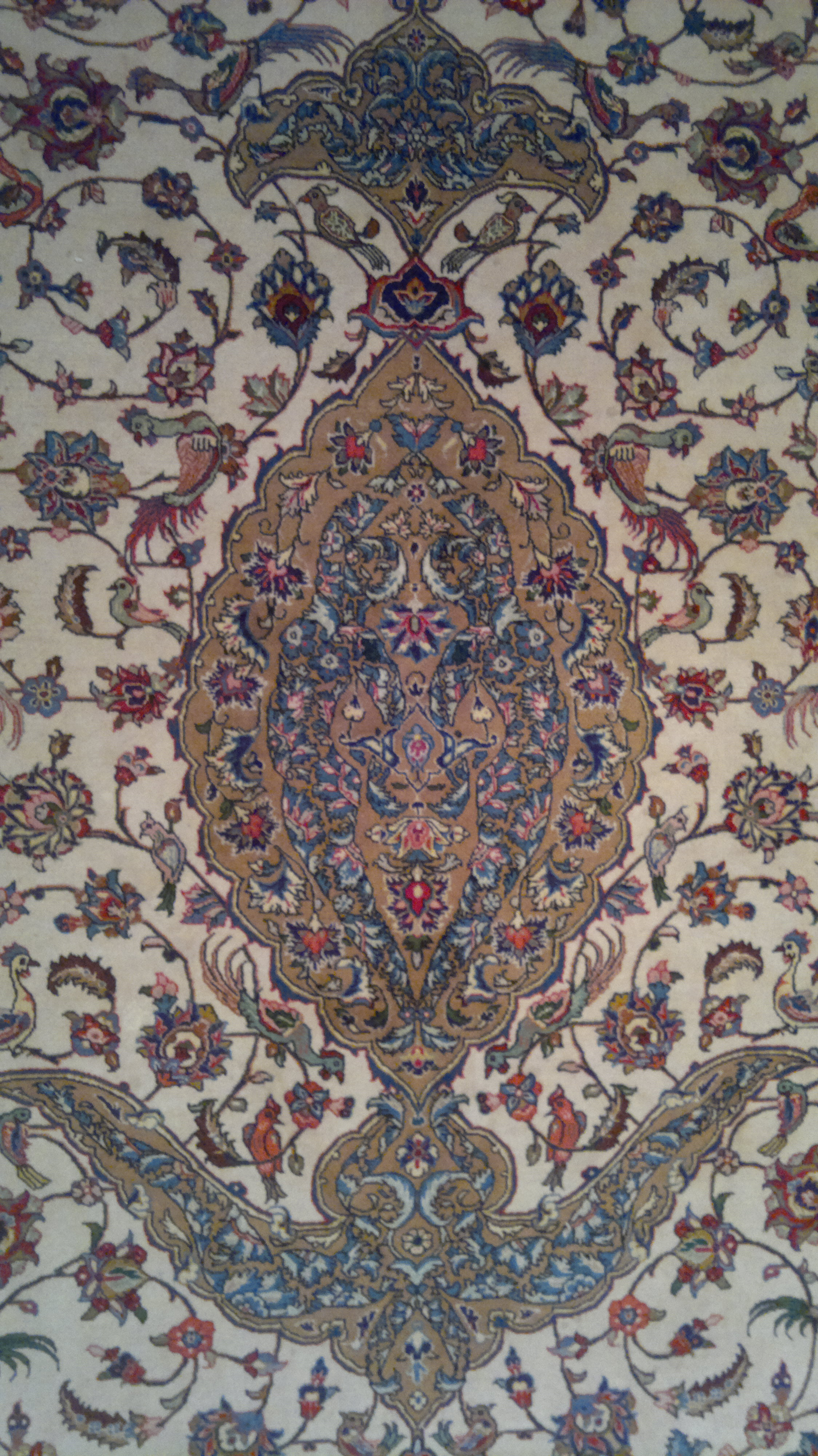
سجادة أراك من تصميم عيسى بهادوري

بساط أراك المعروف أيضًا باسم سجاد آراك هو بساطٌ يُصنع في محافظة آراك، إيران، ويمكن اعتبار جميع السجاد المصنوع من الآراك سجاد آراك، ولكن تلك التي يطلق عليها اسم ساروك تتميز بأنها ذات جودة عالية، في حين يستخدم المصطلح الأكثر عمومية "آراك" للسجاد ذي الجودة الأقل. كان مصطلح "مشكاباد" في الماضي يطلق على أسوأ أنواع السجاد جودة، ولكن هذه السجاد تسمى الآن "محل" أو "أراك". تعتبر عقدة الأراكس أكثر خشونة من عقدة سجاد الساروق. تتشابه تصميماتهم بدرجة ملحوظة، رغم أنها تُنفذ بأسلوب أكثر بساطة، وغالبًا ما تتضمن ميداليات زهرية بارزة توضع فوق مناظر طبيعية مفتوحة..